# Stigmella semiaurea
Stigmella semiaurea là một loài bướm đêm thuộc họ Nepticulidae. Nó được tìm thấy ở Turkmenistan và Tadzhikistan.
Ấu trùng ăn Acer species.